# Брискі (Мазовецьке воєводство)
Брискі (пол. Bryski) — село в Польщі, у гміні Росьцишево Серпецького повіту Мазовецького воєводства.
Населення — 62 особи (2011).
У 1975-1998 роках село належало до Плоцького воєводства.

## Демографія
Демографічна структура станом на 31 березня 2011 року:
|          | Загалом | Допрацездатний вік | Працездатний вік | Постпрацездатний вік |
| -------- | ------- | ------------------ | ---------------- | -------------------- |
| Чоловіки | 31      | 11                 | 17               | 3                    |
| Жінки    | 31      | 5                  | 18               | 8                    |
| Разом    | 62      | 16                 | 35               | 11                   |